# Patrick Lavery
Pour les articles homonymes, voir Lavery.
Pas d'image ? Cliquez ici

a Compétitions nationales et continentales officielles uniquement.

b Matchs officiels uniquement.
Patrick Lavery est né le 29 avril 1949 à Cheltenham, en Angleterre. C’est un ancien joueur de rugby à XV, qui joue avec l'équipe d'Irlande en 1974 et en 1976, évoluant au poste de trois-quarts centre ou d'ailier. 

## Carrière
Il a sa première cape internationale le 2 février 1974, à l’occasion d’un match contre pays de Galles dans le cadre du Tournoi des cinq nations. Son dernier match international se déroule le 21 février 1976 contre le pays de Galles.
Patrick Lavery fait partie de l'équipe d'Irlande qui remporte le Tournoi des cinq nations 1974, sous la conduite de son capitaine Willie-John McBride. Il évolue également avec le Munster, disputant un match face à la Nouvelle-Zélande en novembre 1974? perdu 14 à 4 à Limerick.

## Palmarès
- 2 sélections
- Sélections par année : 1 en 1974, 1 en 1976
- Tournois des Cinq Nations disputés : 1974, 1976
- Vainqueur du Tournoi des cinq nations en 1974